# Zoophthora elateridiphaga
Zoophthora elateridiphaga är en svampart som först beskrevs av Turian, och fick sitt nu gällande namn av Ben Ze'ev & R.G. Kenneth 1980. Zoophthora elateridiphaga ingår i släktet Zoophthora och familjen Entomophthoraceae.   Inga underarter finns listade i Catalogue of Life.